# 约翰·纳恩
约翰·纳恩（英語：John Nunn，1955年4月25日—），英国国际象棋特级大师、三次国际象棋解题比赛世界冠军，也是一位国际象棋作家、数学家。他被认为是英国最强的棋手之一，曾位列世界前十。.
纳恩15岁时进入牛津大学奥里尔学院学习数学，并成为了自1520年的托马斯·沃尔西后牛津最年轻的本科生。他于1973年本科毕业，1978年获博士学位。之后他留在牛津大学担任数学讲师，直至1981年。此后，他开始了职业国际象棋生涯。
纳恩是1980年英国国际象棋冠军，并于1982年、1990年、1991年三次获霍高文斯大赛冠军。此外，他还热衷于国际象棋棋谜，是国际解题特级大师（International Solving Grandmaster），并于2004年、2007年、2010年三度获得国际象棋解题比赛世界冠军（World Chess Solving Championship）。他也是第三位同时在赛场上与解题上都获得特级大师称号的棋手。